# Östanå slott
Östanå är en slottsliknande herrgård och ett före detta fideikommiss i Roslags-Kulla socken, Österåkers kommun, Stockholms län. Egendomen är belägen vid Furusundsleden cirka 17 kilometer nordost om Åkersberga. Östanå ägdes av bland andra Simon Bernhard Hebbe som lät uppföra nuvarande huvudbyggnad 1791–1794 och mellan 1863 och 1907 av Erik Gustaf Boström, Sveriges statsminister under kung Oscar II.

## Historik

### 1680-talets Östanå

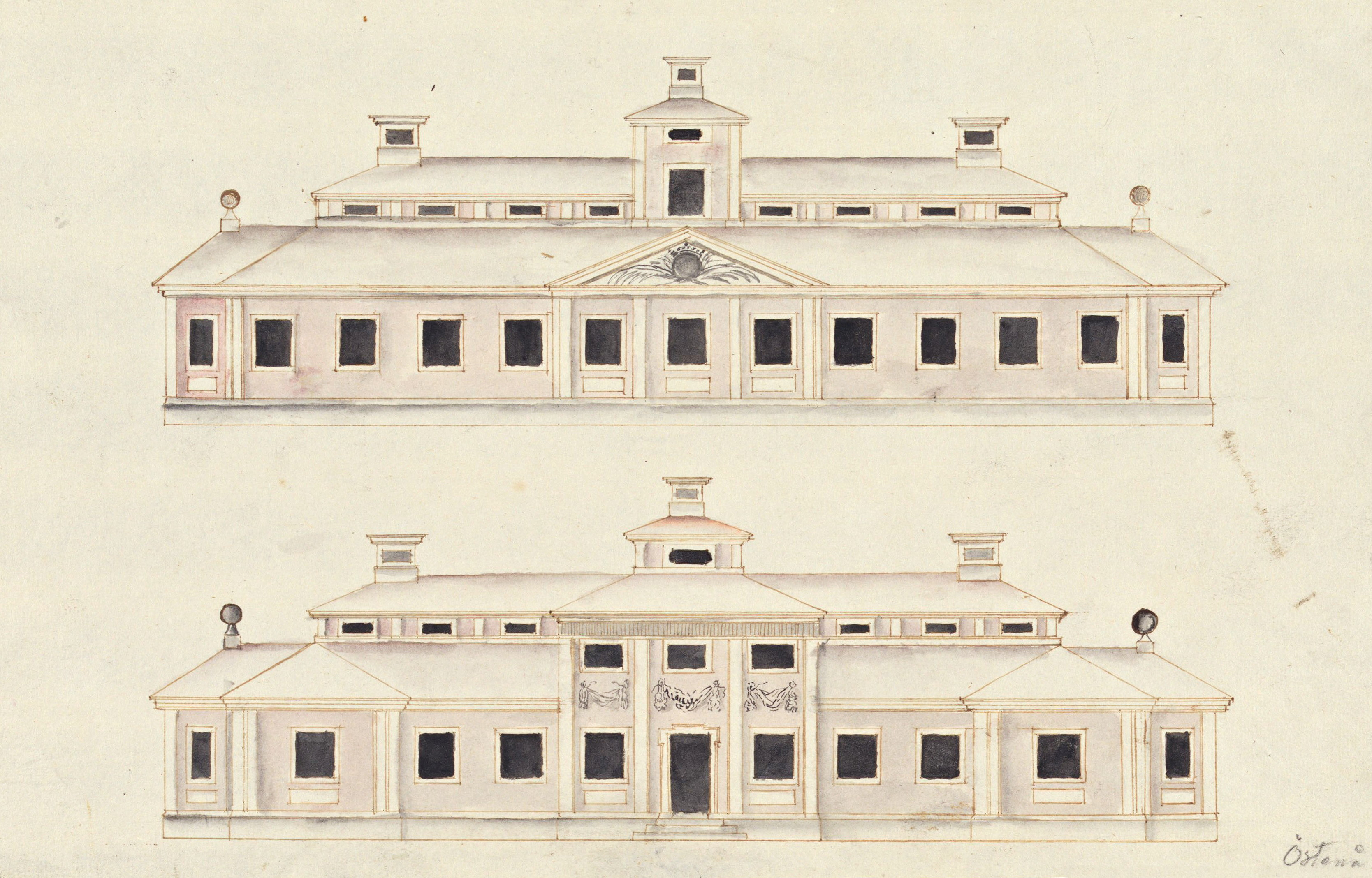
Gamla Östanå, fasadritningar upprättad på uppdrag av Erik Dahlbergh, 1690-tal.

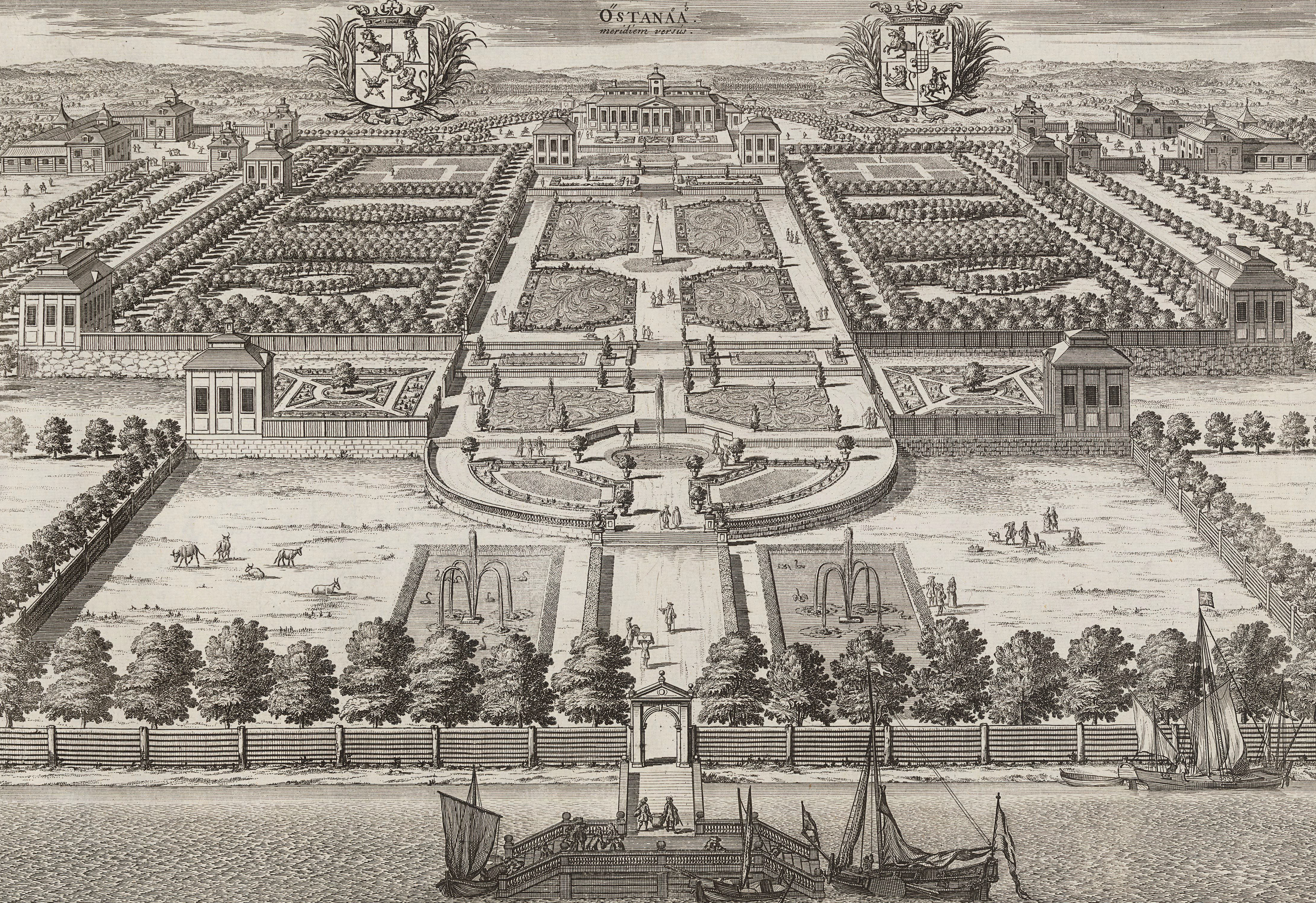
Östanå i Sueciaverket, 1690-tal. Vapnet upp till vänster tillhör Fabian Wrede, och vapnet till höger hans hustru Brita Cruus af Gudhem.

Namnet Östana eller Östanaa kommer av gårdens läge öster om Loån som är Losjöns utflöde till Östersjön. Östanå hade en föregångare som låg i en skogsbacke norr om den nuvarande gården. Östanå ägdes 1433 av Anders Isaksson Banér. Det gick därefter i arv inom släkterna Banér, Bååt, Fleming och Wrede. På initiativ av det kungliga rådet Fabian Wrede uppfördes på 1680-talet den huvudbyggnad av trä som avbildas i Erik Dahlberghs Suecia antiqua et hodierna. 
Dahlberghs idealiserande kopparstick från 1690-talet visar en storslagen anläggning med huvudbyggnad, flyglar och talrika paviljonger som omges av en vidsträckt barockträdgård och som för tanken till Ludvig XIV:s Château de Marly. Dahlbergh efterlämnade även en ritning över parken och några fasadritningar över huvudbyggnaden, som upprättades på uppdrag av honom. Det tyder på att han kan ha varit delaktig arkitekt för Östanå, men även Nicodemus Tessin d.ä. eller Mathias Spihler uppges som möjliga upphovsmän. För den ståtliga trädgårdsanläggningen kom troligen även arkitekten Johan Hårleman att anlitas. Ritningar attribuerade av denne finns bevarade i Sueciasamlingen i Kungl.biblioteket. 
Dahlberghs fasadritningar visar en putsad timmerbyggnad med vackra proportioner i karolinerstil. Byggnaden hade en våning med fasta flyglar under säteritak med en tornliknande fronton. Fasaderna var uppdelade med pilaster och lisener. 1680-talets Östanå förstördes under rysshärjningarna 1719.

### Nuvarande Östanå

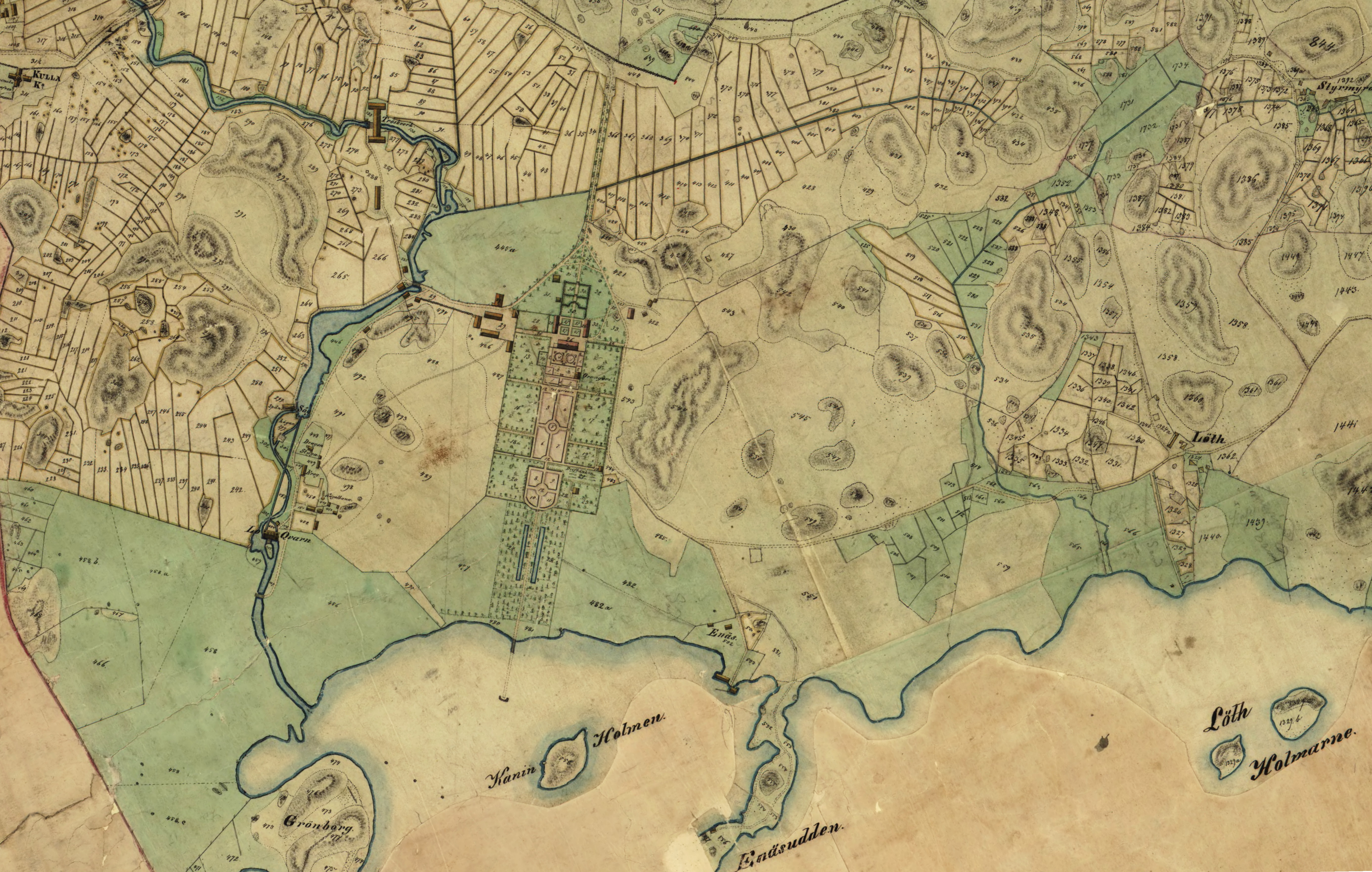
Östanå på 1840-talet.

Genom arv tillföll Östanå släkterna Sparre och Meijerfeldt. Godset såldes 1782 till kommerserådet Simon Bernhard Hebbe som var en förmögen köpman och vars far hade flyttat in från Tyskland. Han ägde även Tynnelsö slott i Mälaren och köpte Mälby (granngården i väster) tillsammans med Vira bruk. På hans initiativ uppfördes 1791–1794 nuvarande huvudbebyggelse och år 1800 instiftade han ett fideikommiss av Mälby och Östanå. 
Egendomen ärvdes 1808 av hans dotter Christina Hebbe, gift med överintendenten Carl Fredrik Fredenheim. Östanå kom 1841 till deras son, Gustaf Carl Fredrik Fredenheim, gift med Maria Gustava (född Westerberg). Deras dotter, Elisabeth Gustava Fredenheim, ärvde Östanå samma år. Hon var gift med Erik Samuel Boström och på det viset kom egendomen i familjen Boströms ägo. År 1863 blev deras son Erik Gustaf Boström ägare, han var Sveriges statsminister 1891–1900 och 1902–1905.
Efter hans död 1907 gick gården i arv till Gustaf Samuel Boström, son till Erik Gustaf och Elisabeth Gustava Boström. På 1920-talet omfattade egendomen 43 ¹¹/₁₈ mantal med en areal om 9 288 hektar, varav 1 237 hektar åkermark och 7 057 hektar skog. Till egendomen hörde även ångsåg och Lo kvarn som drevs med vatten från Loån. Från och med 1955 ägdes Östanå av Eric-Samuel Boström, sonson till Erik Gustaf och Elisabeth Gustava Boström.
Familjen Boström sålde Östanå år 2006 till ett bolag som planerade att bygga 100 lägenheter i den 13,84 hektar stora slottsparken, men därav blev det inget. År 2017 tillträdde en ny ägare som för närvarande (2018) genomför en omfattande renovering av huvudbyggnad och flyglarna.

## Bebyggelsen

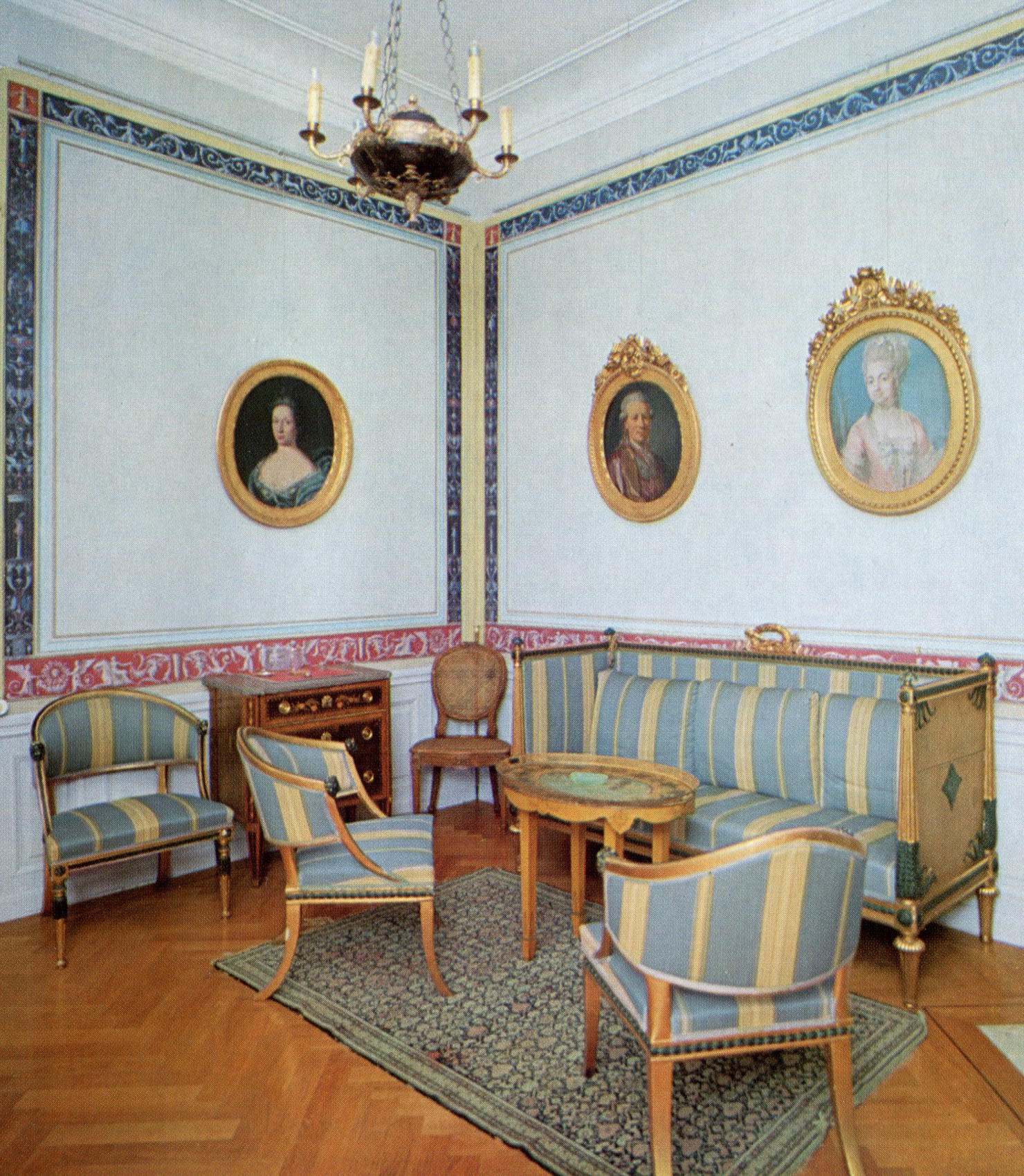
Empirsalongen (förmak), 1967.

Entrén till Östanå från landsidan och Roslagsvägen utgörs av en lindallé längs en väg med ursprunglig sträckning och karaktär. På båda sidor om allén breder åkerlandskapet ut sig. Slottsbyggnaden är vackert belägen på terrasser, som sluttar ner mot Furusundsleden. Bebyggelsen omgavs av en stor barockträdgård som numera är försvunnen. Terrasser och parterren med gräsmattor, häckar och central grusgång är det enda som återstår. Huvudbyggnaden uppfördes 1791–1794 för kommerserådet Simon Bernhard Hebbe, enligt ritningar av slottsmurmästaren Johan Daniel Degenaer under medverkan av arkitekten Louis Jean Desprez. Den ståtliga trädgårdsanläggningen var fortfarande till stora delar bevarad och underhölls av Hebbe.
Huvudbyggnaden med fasader i vitrosa nyklassicistisk stil är en långsträckt tvåvåningsbyggnad med tretton fönsteraxlar och ett mot norr och söder framspringande mittparti i tre våningar som kröns av en lanternin. Mot entrésidan märks en kolonnburen altan som inramar portalen. I husets mittparti anordnades entréhallen och huvudtrappa samt matsalen. I våningen ovanför ligger en stor salong med balkong och vy över trädgårdsanläggningen och Furusundsleden. På väggarna hänger Per Kraffts porträtt visande Östanås byggherrar. Högst upp finns ett biljardrum. Övriga rum är gestaltade i klassicistisk anda och anordnade i fil. Förmaket är möblerat i empir och smyckat med damporträtt på väggarna utförda av Gustaf Lundberg och David Klöcker Ehrenstrahl.
Corps de logi flankeras av två fristående flygelbyggnader i en våning med fronton åt båda sidor. Det rör sig om två putsade trähus vars ursprungliga fasader bestod av rödmålat liggtimmer. Direkt nordost om huvudbyggnaden märks gårdens vitputsade stenmagasin från 1792. Gårdens talrika ekonomi- och bostadsbyggnader ligger huvudsakligen väster om huvudbebyggelsen och nära Loån. Området var skogsparken Djurgården där rester av anlagda promenadstigar finns kvar än idag. 
Efter Lo kvarn återstår en ruin och den rödmålade kvarnbyggnaden med rester efter vattentuben. De intilliggande tidigare arbetarbostäderna är numera uthyrda som lägenheter. I slutet av 1800-talet uppfördes en ångsåg på Ennäsudden vid Sågviken, sydost om slottet. Sågverksamheten existerade till långt in på 1980-talet. Enstaka byggnader knutna till sågen existerar fortfarande. Här ligger idag ett mindre industriområde.
Vid Roslagsvägen, nordväst om Östanå står träkyrkan Roslags-Kulla kyrka, som byggdes i början av 1700-talet som kombinerad socken- och gårdskyrka till Östanå. Kyrkan är en av de få byggnader i omgivningen som klarade sig undan rysshärjningarna 1719.

## Dagens verksamhet
Själva slottsbyggnaden med flyglar och närmast tillhörande markområde med ytterligare en del byggnader är numera avstyckat från Östanå gods och den mindre, närbelägna Mälby fungerar som mangård för Östanå egendom. Östanå gods är ett familjeföretag ägt av medlemmar i familjen Boström som förvaltar fastigheterna från det tidigare Östanå Fideikommiss AB i Åkersberga, Norrtälje och Vallentuna kommuner. Företaget bedriver huvudsakligen skogsbruk, fastighetsförvaltning och arrenderar ut jordbruksmark.
Under senhösten 2012 användes slottet som inspelningsplats för filmatiseringen av Maria Langs Farliga Drömmar.

## Bilder

Huvudbebyggelsen
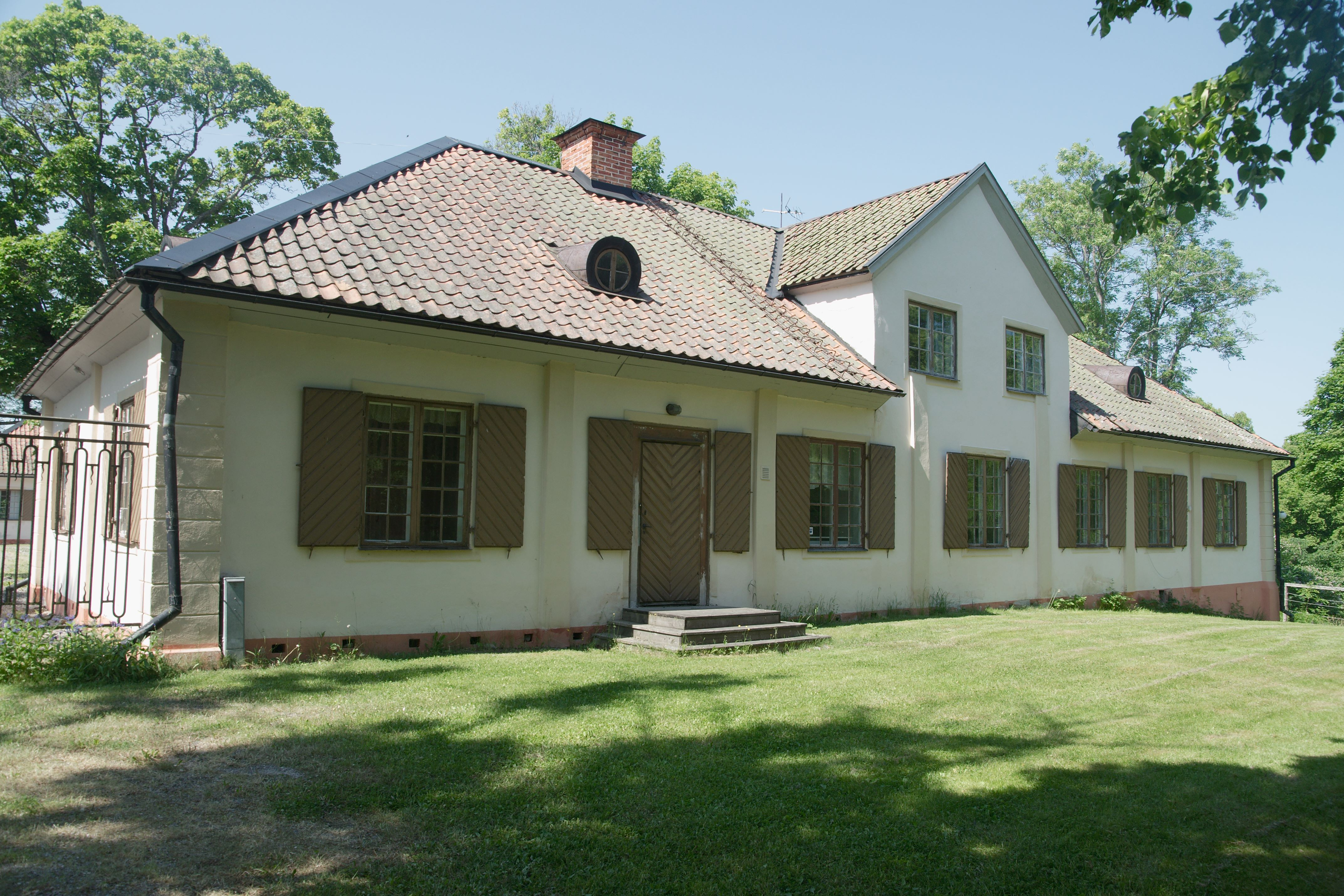
Östra flygeln, 2011
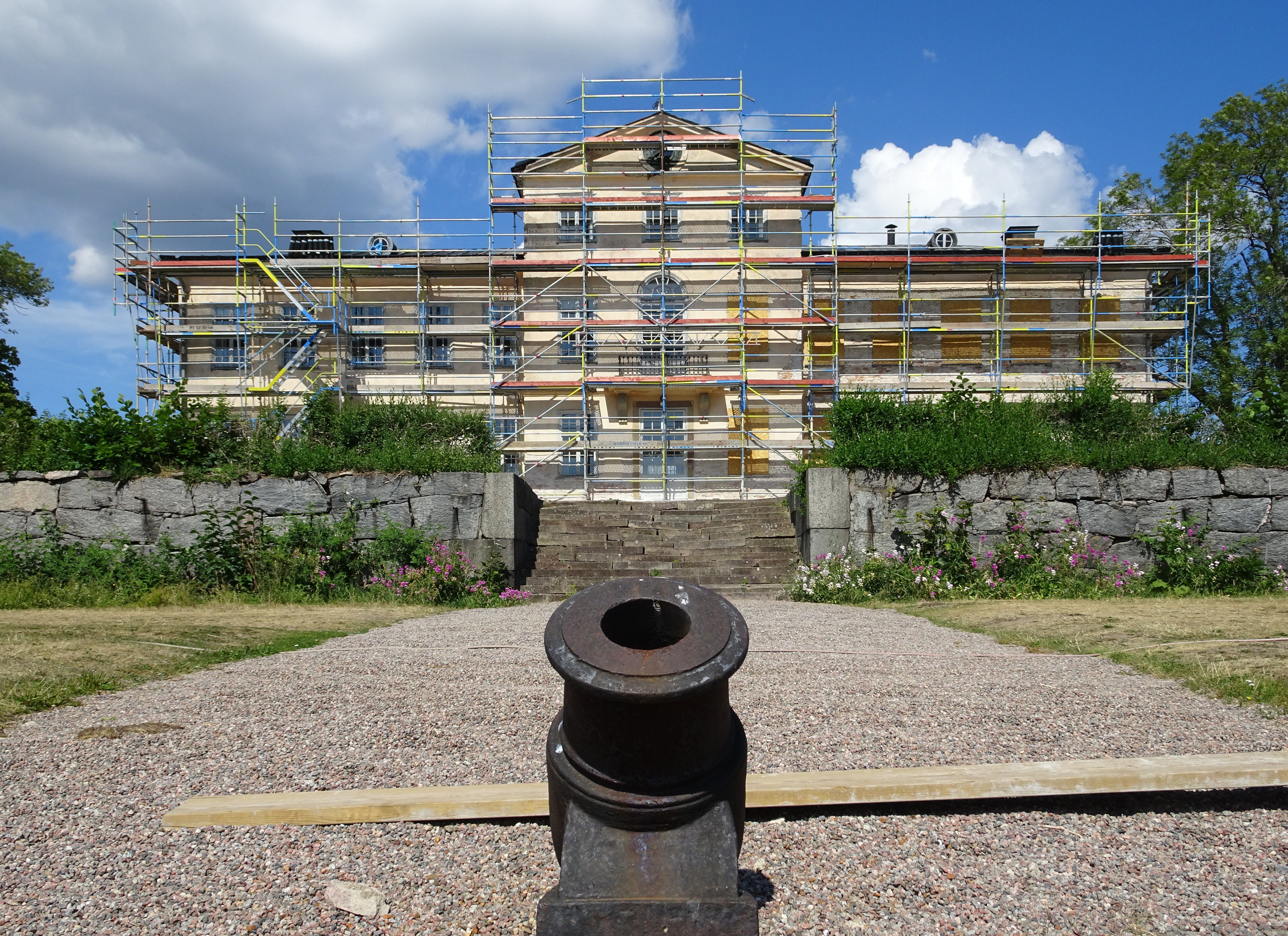
Fasad mot syd (under renovering 2018)
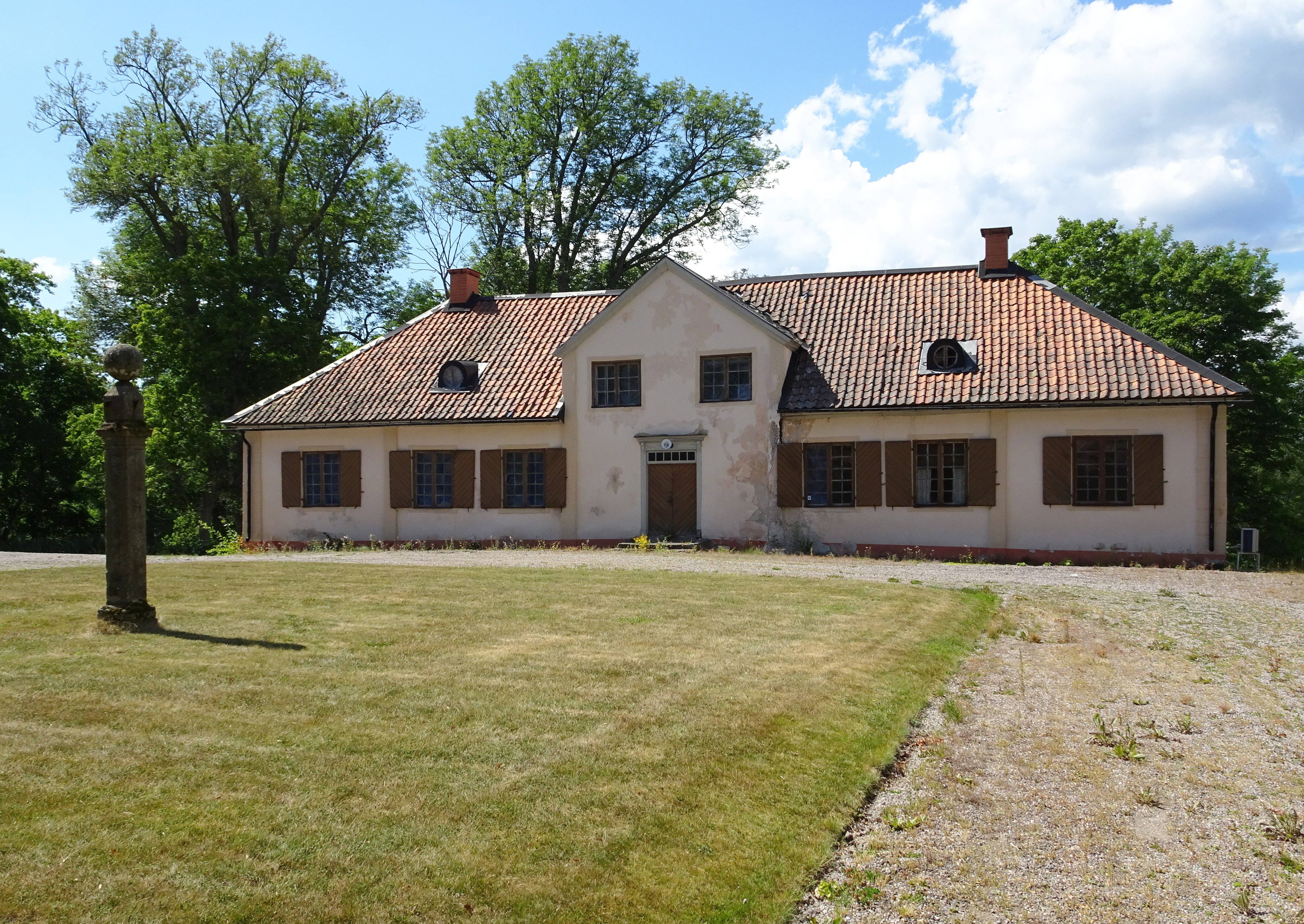
Västra flygeln, 2018
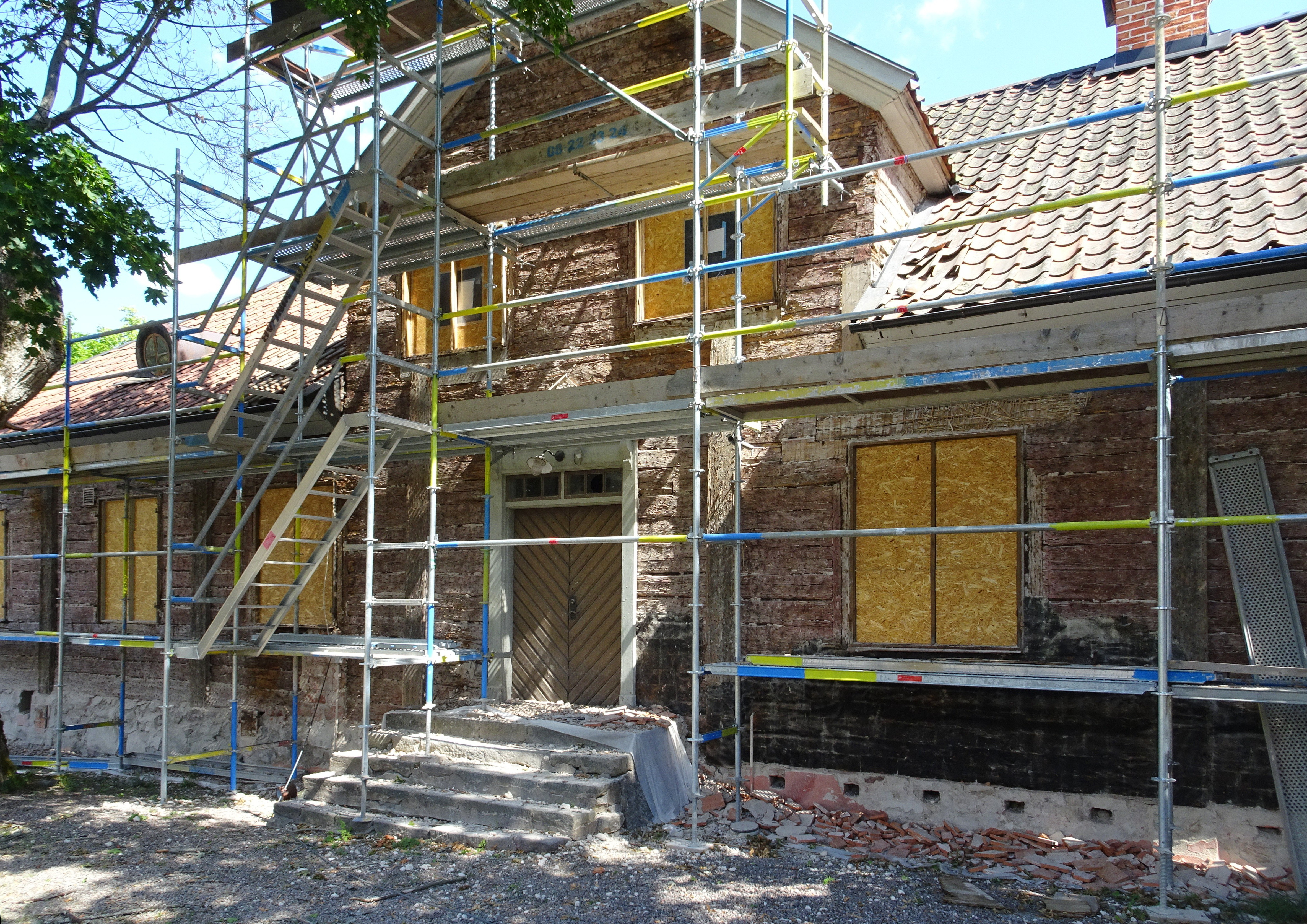
Östra flygeln (under renovering 2018)

Övriga byggnader
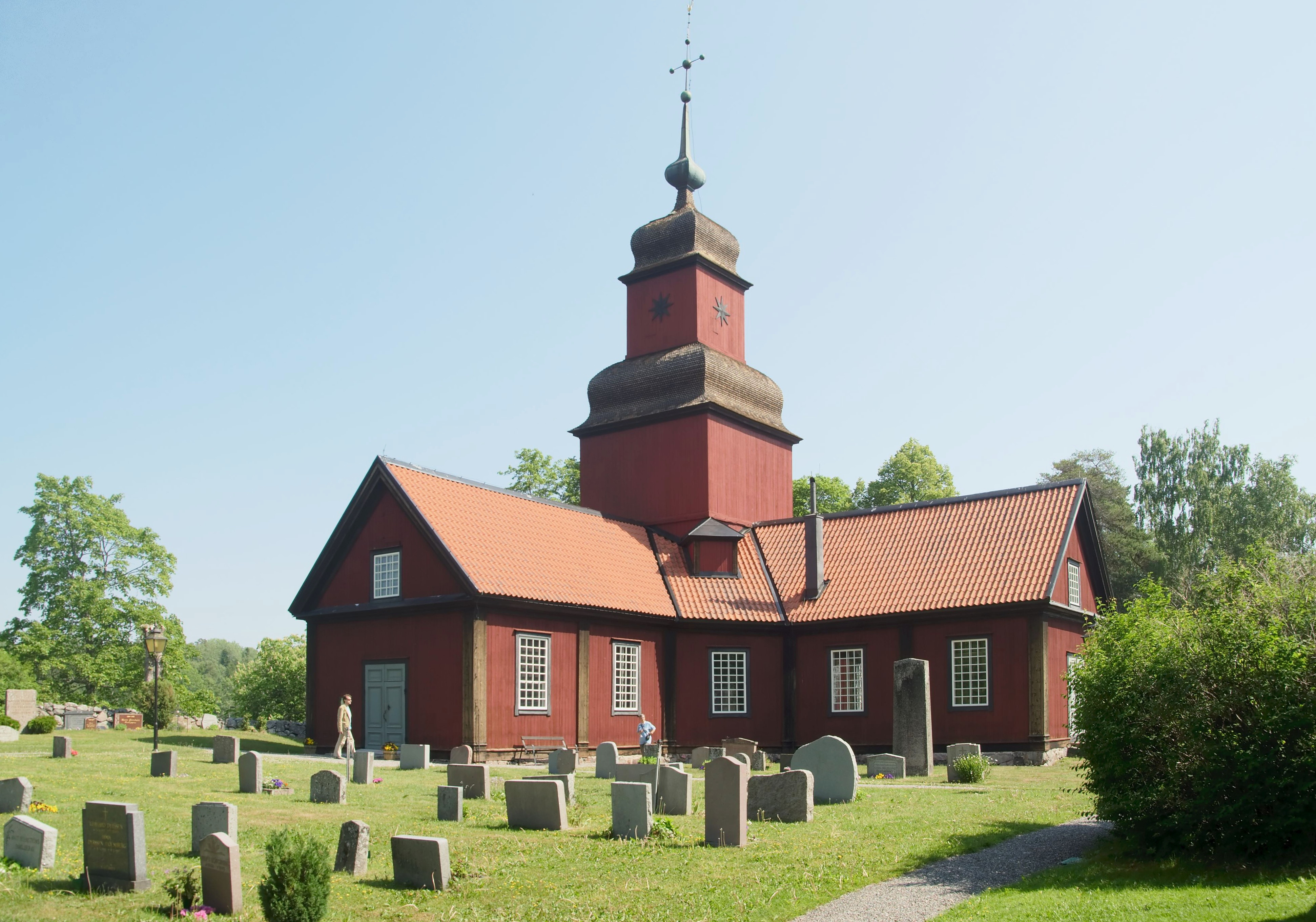
Roslags-Kulla kyrka
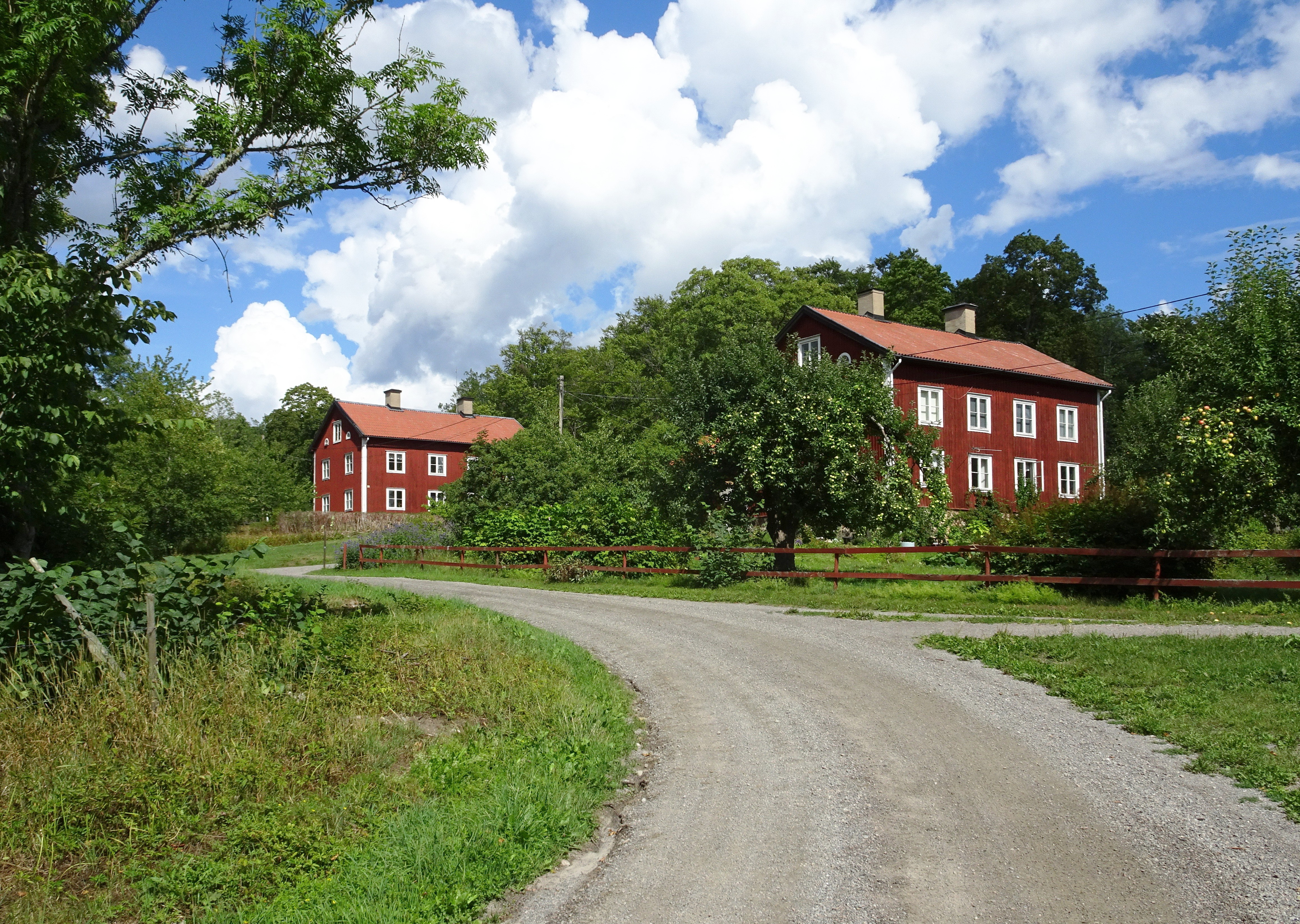
F.d. arbetarbostäder vid Lo kvarn
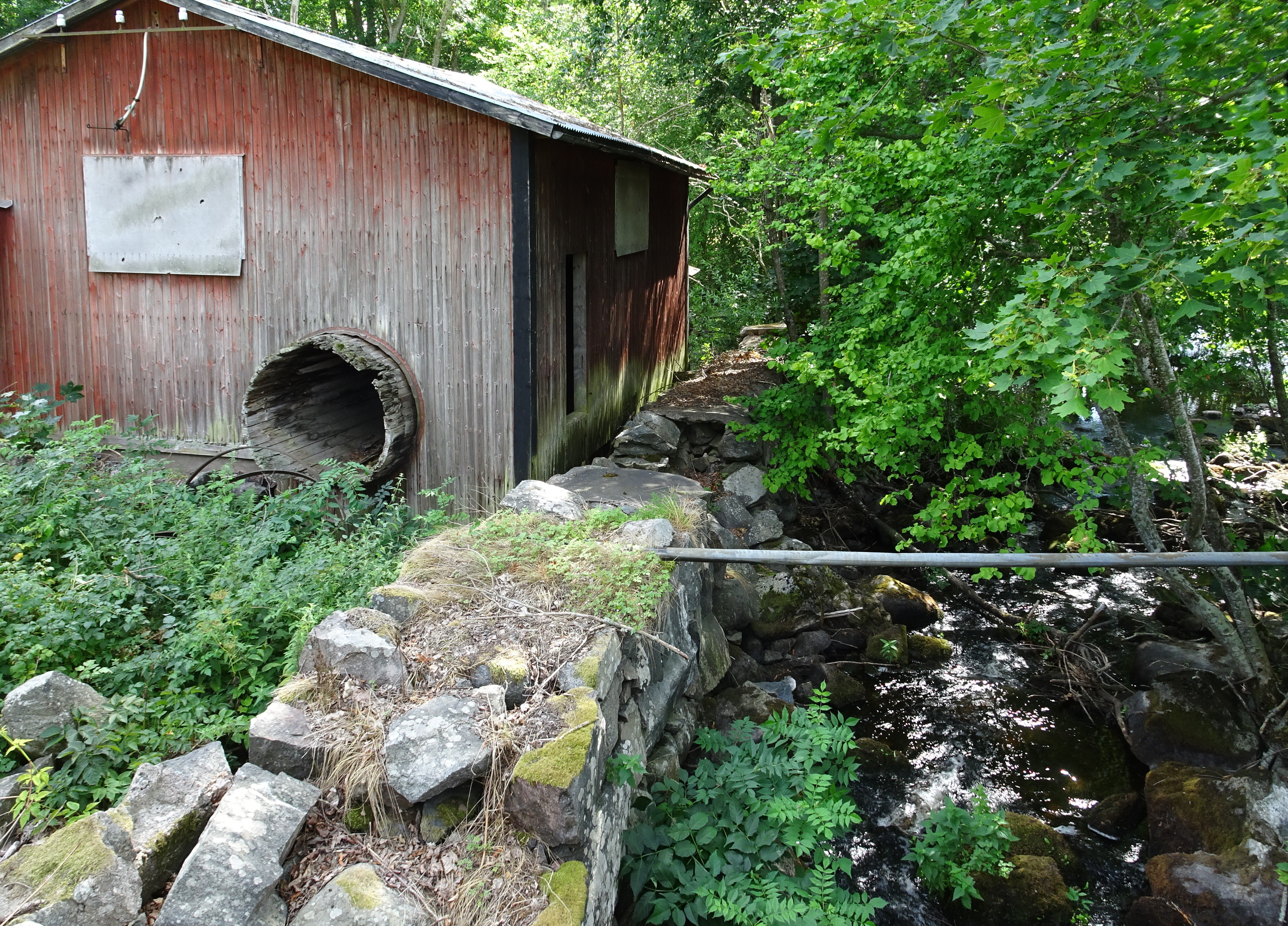
Loån och Lo kvarn.
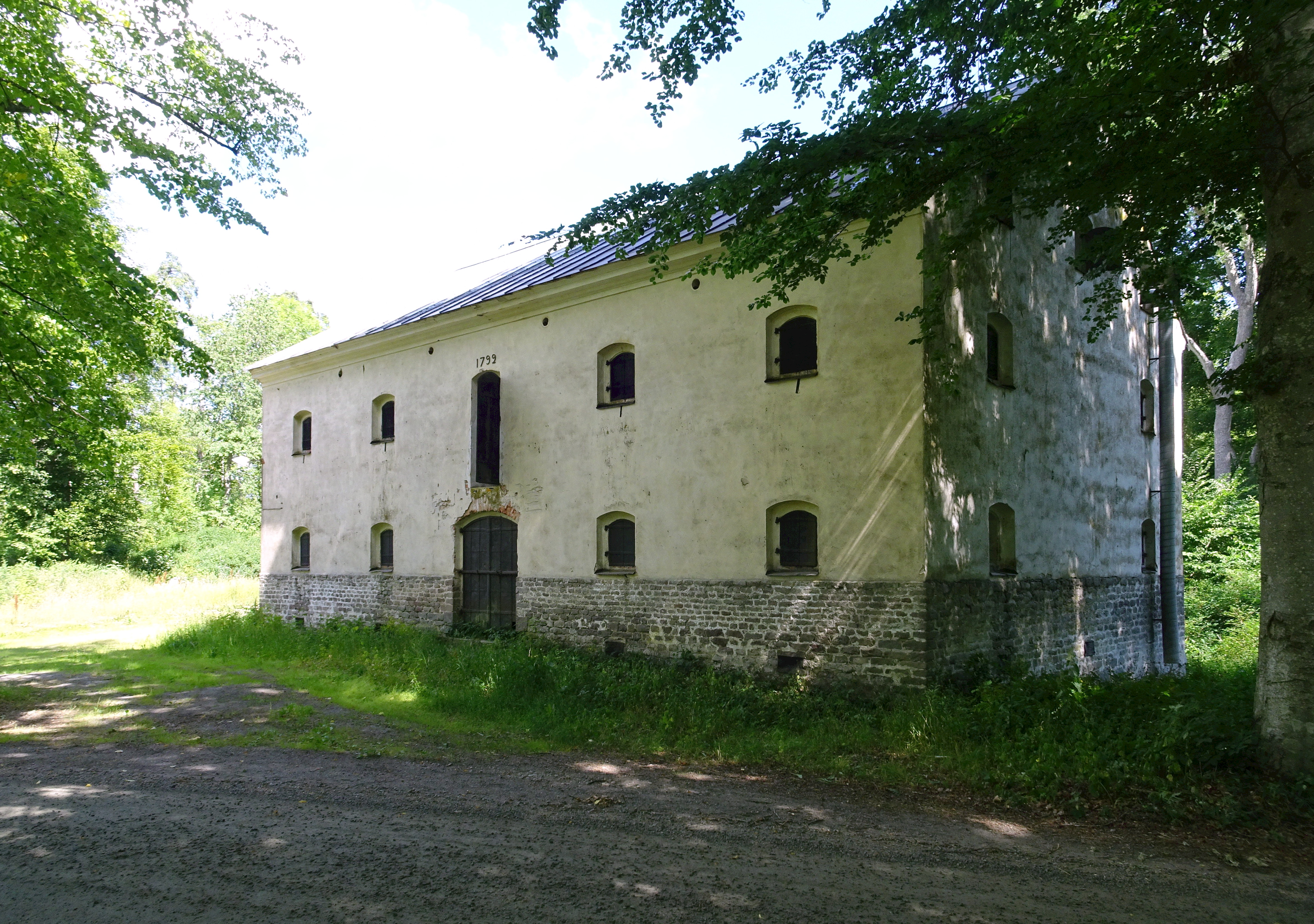
Stenmagasinet från 1792